# Балка Собі Робе
Собі Робе — балка (річка) в Україні у Баштанському районі Миколаївської області. Ліва притока річки Громоклії (басейн Південного Бугу).

## Опис
Довжина балки приблизно 11,04 км, найкоротша відстань між витоком і гирлом — 8,92 км, коефіцієнт звивистості річки — 1,24. Формується декількома струмками та загатами. На деяких ділянках балка пересихає.

## Розташування
Бере початок у селі Новоолександрівка. Тече переважно на південний захід через село Лук'янівку і впадає в річку Громоклію, праву притоку річки Інгулу.

## Цікаві факти
- У XX столітті на балці існували молочно,- вівце-тваринні ферми (МТФ, ВТФ), газгольдер та газові свердловини[1].